# Isaiah Armwood
Gerald Isaiah Armwood (Baltimore, Maryland, 28 de diciembre de 1990) es un baloncestista estadounidense que pertenece a la plantilla del Kobe Storks de la B.League japonesa. Con 2,06 metros de estatura, juega en la posición de ala-pívot.

## Trayectoria deportiva

### Universidad
Jugó dos temporadas con los Wildcats de la Universidad Villanova, en las que promedió 2,4 puntos y 2,9 rebotes por partido. En 2011 fue transferido a los Colonials de la Universidad George Washington, donde tras cumplir el año en blanco que impone la NCAA para las transferencias de jugadores, disputó dos temporadas más, promediando 12,3 puntos, 8,6 rebotes, 19, tapones y 1,6 asistencias por partido. En su última temporada fue incluido en el segundo mejor quinteto de la Atlantic 10 Conference y en el mejor quinteto defensivo.

### Profesional
Tras no ser elegido en el Draft de la NBA de 2014, firmó su primer contrato profesional en el mes de agosto, con el Aquila Basket Trento de la Lega Basket Serie A italiana. Allí jugó una temporada como suplente, en la que promedió 1,7 puntos y 1,7 rebotes por partido.
En julio de 2015 firmó con la Proger Chieti de la Serie A2, la segunda división del baloncesto italiano. Con un hueco en el quinteto totular, jugó una temporada en la que promedió 12,6 puntos, 8,6 rebotes y 1,4 tapones por encuentro, entre los cinco mejores de la temporada en ese apartado.
La temporada 2016-2017 la pasó en el Rizing Zephyr Fukuoka de la B.League, firmando al año siguiente por el equipo húngaro del Debreceni EAC, Jugó una temporada como titular indiscutible, en la que promedió 17,5 puntos, 9,6 rebotes  2,0 tapones por encuentro.
El 21 de octubre de 2018 su nombre fue incluido entre los jugadores que disputarían la pretemporada con los Capital City Go-Go de la G League, equipo con el que finalmente firmó.